# 마이크로피디어
《마이크로피디어》(영어: Micropædia)는 브리태니커 백과사전의 소항목 백과사전이다.

## 중국어판
《간명브리태니커백과전서》(중국어: 简明不列颠百科全书)는 중국어판 브리태니커 백과사전의 소항목 백과사전이다.

### 내용과 만들기까지
총 10권이다. 1985년에 완성되었고, 5년간 작업으로 완성되었다. 그러나 개방된 중국의 모습을 반영하기 위해 1999년에 20권으로 다시 개정되었다. 전 항목보다 20% 늘어났다.
중국대백과전서출판사와 미국의 브리태니커 사의 합작이며 이 백과사전은 1966년부터 1969년 사이에 중국에서 일어난 문화 대혁명 기간에 정지되었던 교육 설비를 근대화하고 복구하려는 중국 정부의 정책을 반영해 만들어진 백과사전이다.
이 백과사전은 마이크로피디어인 소항목사전을 번역하여 만들어진 중국어 백과사전이며 중국 항목들은 모두 중국대백과전서출판사가 서술하여 자세하다. 이 백과사전 총 책임은 류쭌치와 프랭크 B. 기브니이다. 프랭크 B. 기브니는 브리태니커 편집위원회 부위원장이다.